# 충청대로
충청대로(Chungcheong-daero)는 충청북도 청주시 청원구 내덕동 내덕칠거리와 충주시 주덕읍 신양리 주덕 교차로를 잇는 충청북도의 도로이다. 명칭은 청주와 충주를 연결하는 충북의 대표격적인 상징도로라는 의미가 담겨 있다. 청주시와 도로명주소가 동일하나, 음성군과 증평군, 충주시는 서로 다른 도로명주소를 사용하고 있다. 북쪽으로 향하면 중원대로 (국도 제3호선)과 연결되고, 남쪽은 상당로 (국도 제17호선)과 연결된다.

## 연혁
- 2009년 7월 17일 : 2개 이상 시·군에 걸쳐 있는 도로로 충청대로를 고시[1]
- 2013년 12월 30일 : 청주시 상당구에서 청원구 내수읍 북이면까지의 13.4km 구간인 충청내륙로로 국도 제36호선이 이설[2]
- 2014년 2월 28일 : 증평군 증평읍 증천리 ~ 청주시 청원구 내수읍 구성리 구간이 지방도 제592호선으로 지정됨.[3]

## 주요 경유지
충청북도
- 청주시 청원구 - 증평군 - 음성군 - 충주시

## 노선
| 이름                 | 접속 노선                                                  | 소재지                           | 소재지                                                      | 비고                                                                             |
| -------------------- | ---------------------------------------------------------- | -------------------------------- | ----------------------------------------------------------- | -------------------------------------------------------------------------------- |
| 내덕칠거리           | 공항로 내덕로 안덕벌로 우암로 충청대로1번길                | 청주시                           | 청원구                                                      |                                                                                  |
| 내덕2동 행정복지센터 |                                                            | 청주시                           | 청원구                                                      |                                                                                  |
| 율량교               |                                                            | 청주시                           | 청원구                                                      |                                                                                  |
| 율량교사거리         | 1순환로                                                    | 청주시                           | 청원구                                                      |                                                                                  |
| 신흥고등학교앞       | 율봉로                                                     | 청주시                           | 청원구                                                      |                                                                                  |
| (이름 없음)          | 주성로                                                     | 청주시                           | 청원구                                                      |                                                                                  |
| 주성사거리           | 2순환로                                                    | 청주시                           | 청원구                                                      |                                                                                  |
| 수름재삼거리         | 내수로                                                     | 청주시                           | 청원구                                                      |                                                                                  |
| (대영자동차운전학원) |                                                            | 청주시                           | 청원구 내수읍                                               | 지방도 제592호선 구간                                                            |
| 구성 교차로          | 국도 제25호선 국도 제36호선 (3순환로)                      | 청주시                           | 청원구 내수읍                                               | 지방도 제592호선 구간                                                            |
| (은곡리)             | 은곡길 은곡묵방길                                          | 청주시                           | 청원구 내수읍                                               | 지방도 제592호선 구간                                                            |
| (도원리)             | 내수도원길 내수도원1길                                     | 청주시                           | 청원구 내수읍                                               | 지방도 제592호선 구간                                                            |
| 덕암교               |                                                            | 청주시                           | 청원구 내수읍                                               | 지방도 제592호선 구간                                                            |
| 도원사거리           | 도원세교로 마산길                                          | 청주시                           | 청원구 내수읍                                               | 지방도 제592호선 구간                                                            |
| 내수 교차로          | 지방도 제511호선 지방도 제540호선 (초정약수로)             | 청주시                           | 청원구 내수읍                                               | 지방도 제592호선 구간                                                            |
| 내수사거리           | 청암로 내수학평길                                          | 청주시                           | 청원구 내수읍                                               | 지방도 제592호선 구간                                                            |
| 신대교               |                                                            | 청주시                           | 청원구 내수읍                                               | 지방도 제592호선 구간                                                            |
| 청원구 북이면        |                                                            | 청주시                           |                                                             | 지방도 제592호선 구간                                                            |
| 대남삼거리           | 내수로                                                     | 청주시                           |                                                             | 지방도 제592호선 구간                                                            |
| 북이삼거리           | 신기초정로 신대석성로                                      | 청주시                           |                                                             | 지방도 제592호선 구간                                                            |
| 현암사거리           | 장재금대로 현암길                                          | 청주시                           |                                                             | 지방도 제592호선 구간                                                            |
| (북이초등학교)       | 의암로                                                     | 청주시                           |                                                             | 지방도 제592호선 구간                                                            |
| 내추 교차로          | 국도 제36호선 (충청내륙로)                                 | 청주시                           | 국도 제36호선 구간 지방도 제592호선 구간                    |                                                                                  |
| 옥수 교차로          | 내추옥수길                                                 | 청주시                           | 국도 제36호선 구간 지방도 제592호선 구간                    |                                                                                  |
| 옥수삼거리           | 중앙로                                                     | 청주시                           | 국도 제36호선 구간 지방도 제592호선 구간                    |                                                                                  |
| 옥수교               |                                                            |                                  | 국도 제36호선 구간 지방도 제592호선 구간                    |                                                                                  |
| 증평군               | 증평읍                                                     |                                  | 국도 제36호선 구간 지방도 제592호선 구간                    |                                                                                  |
| 증평군               | 증평읍                                                     | 초중사거리                       | 국도 제34호선 증평군도 제8호선 (삼보로)                     | 국도 제34, 36호선 구간 지방도 제592호선 구간                                     |
| 증평군               | 증평읍                                                     | (이름 없음)                      | 역전로                                                      | 국도 제34, 36호선 구간 지방도 제592호선 구간                                     |
| 증평군               | 증평읍                                                     | 군청사거리                       | 지방도 제540호선 지방도 제592호선 증평군도 제2호선 (광장로) | 국도 제34, 36호선 구간 지방도 제592호선 구간                                     |
| 증평군               | 증평읍                                                     | 윗장뜰사거리                     | 증평군도 제3호선 (증평로) 장뜰로 중앙로 송산로4길           | 국도 제34, 36호선 구간                                                           |
| 증평군               | 증평읍                                                     | 동부우회도로삼거리               | 두름로                                                      | 국도 제34, 36호선 구간                                                           |
| 증평군               | 증평읍                                                     | 미암교                           |                                                             | 국도 제34, 36호선 구간                                                           |
| 증평군               | 증평읍                                                     | 화성 교차로                      | 국도 제34호선 증평군도 제2호선 (중부로)                     | 국도 제34, 36호선 구간                                                           |
| 증평군               | 화성삼거리                                                 | 모래재로                         | 도안면                                                      | 국도 제36호선 구간                                                               |
| 증평군               | (화성리)                                                   | 화성로                           | 도안면                                                      | 국도 제36호선 구간 충주 방면 진입 불가 청주 방면 진출 불가                       |
| 증평군               | 도안육교                                                   |                                  | 도안면                                                      | 국도 제36호선 구간                                                               |
| 증평군               | 도안삼거리                                                 | 화성로                           | 도안면                                                      | 국도 제36호선 구간                                                               |
| 증평군               | 광덕사거리                                                 | 지방도 제508호선 (인삼로) 원명로 | 도안면                                                      | 국도 제36호선 구간 지방도 제508호선 구간                                         |
| (이름 없음)          | 백마령길                                                   | 음성군                           | 원남면                                                      | 국도 제36호선 구간 지방도 제508호선 구간                                         |
| 백마령터널           |                                                            | 음성군                           | 원남면                                                      | 국도 제36호선 구간 지방도 제508호선 구간 충주 방면 연장 441m 청주 방면 연장 480m |
| (이름 없음)          | 보천로                                                     | 음성군                           | 원남면                                                      | 국도 제36호선 구간 지방도 제508호선 구간                                         |
| 보천삼거리           | 지방도 제533호선 (보천로)                                  | 음성군                           | 원남면                                                      | 국도 제36호선 구간 지방도 제508, 533호선 구간                                    |
| 보천역 마송교        |                                                            | 음성군                           | 원남면                                                      | 국도 제36호선 구간 지방도 제508, 533호선 구간                                    |
| 마송삼거리           | 지방도 제508호선 지방도 제533호선 (원소로)                 | 음성군                           | 원남면                                                      | 국도 제36호선 구간 지방도 제508, 533호선 구간                                    |
| (원남교)             | 원남산단로                                                 | 음성군                           | 원남면                                                      | 국도 제36호선 구간                                                               |
| 당촌교               |                                                            | 음성군                           | 원남면                                                      | 국도 제36호선 구간                                                               |
| 하당삼거리           | 상경로                                                     | 음성군                           | 원남면                                                      | 국도 제36호선 구간                                                               |
| 음성 교차로          | 국도 제37호선 (생음대로)                                   | 음성군                           | 원남면                                                      | 국도 제36호선 구간                                                               |
| 신천삼거리           | 반기문로                                                   | 음성군                           | 원남면                                                      | 국도 제36호선 구간                                                               |
| 오리정교             |                                                            | 음성군                           | 원남면                                                      | 국도 제36호선 구간                                                               |
| 음성읍               |                                                            | 음성군                           |                                                             | 국도 제36호선 구간                                                               |
| 음성교               |                                                            | 음성군                           |                                                             | 국도 제36호선 구간                                                               |
| 평곡사거리           | 국가지원지방도 제49호선 지방도 제516호선 (시장로) (한불로) | 음성군                           | 국도 제36호선 구간 국가지원지방도 제49호선 구간             |                                                                                  |
| 한벌삼거리           | 중앙로                                                     | 음성군                           | 국도 제36호선 구간 국가지원지방도 제49호선 구간             |                                                                                  |
| 비선교               |                                                            | 음성군                           | 국도 제36호선 구간 국가지원지방도 제49호선 구간             | 소이면                                                                           |
| 비산육교             | 국가지원지방도 제49호선 (소이로)                           | 음성군                           | 국도 제36호선 구간 국가지원지방도 제49호선 구간             | 소이면                                                                           |
| 소이삼거리           | 비산로                                                     | 음성군                           | 국도 제36호선 구간                                          | 소이면                                                                           |
| 양지삼거리           | 후삼로                                                     | 충주시                           | 국도 제36호선 구간                                          | 주덕읍                                                                           |
| 충주주덕농공단지     | 주덕농공길                                                 | 충주시                           | 국도 제36호선 구간                                          | 주덕읍                                                                           |
| 주덕삼거리           | 대소원로                                                   | 충주시                           | 국도 제36호선 구간                                          | 주덕읍                                                                           |
| 주덕오거리           | 지방도 제525호선 (솔고개로) 신덕로                         | 충주시                           | 국도 제36호선 구간 지방도 제525호선 구간                    | 주덕읍                                                                           |
| 주덕 교차로          | 국도 제3호선 (중원대로)                                    | 충주시                           | 국도 제36호선 구간 지방도 제525호선 구간                    | 주덕읍                                                                           |
| 중원대로와 직결      |                                                            |                                  |                                                             |                                                                                  |

## 주요 건물 및 시설
- 내덕2동 행정복지센터 (충청북도 청주시 청원구 충청대로 28)
- 라마다플라자 청주호텔, 홈플러스 동청주점 (충청북도 청주시 청원구 충청대로 114)
- 충청북도 도로관리사업소 (충청북도 청주시 청원구 충청대로 197)
- 수성초등학교 구성분교 (충청북도 청주시 청원구 내수읍 충청대로 452)
- 북이치안센터 (충청북도 청주시 청원구 북이면 충청대로 1139)
- 한국환경공단 충청권지역본부 (충청북도 청주시 청원구 북이면 충청대로 1185)
- 증평소방서 (충청북도 증평군 증평읍 충청대로 1789)
- 한국전력공사 증평괴산지사 (충청북도 증평군 증평읍 충청대로 1829)
- 보천역 (충청북도 음성군 원남면 충청대로 668-10)